# Danny Hassel
Danny Hassel (ur. 7 grudnia 1966 w Red Bluff w Kalifornii) – amerykański aktor.
Znany z roli Dana Jordana w kultowych horrorach Koszmar z ulicy Wiązów IV: Władca snów (A Nightmare on Elm Street 4: The Dream Master, 1988) oraz Koszmar z ulicy Wiązów V: Dziecko snów (A Nightmare on Elm Street 5: The Dream Child, 1989). Gościnnie wystąpił w serialach stacji CBS: Napisała: morderstwo (Murder, She Wrote), Simon & Simon i Houston Knights.
We wrześniu 2001 roku, po zamachu terrorystycznym na World Trade Center, wstąpił w szeregi amerykańskiego wojska.